# Boombrug ('s Hertogenbosch)
De Boombrug is een brug in de binnenstad van 's-Hertogenbosch.
De brug is een ophaalbrug en dankt de naam aan de Boompoort die hier vroeger heeft gestaan. De brug stamt uit de 19e eeuw. De brughoofden doen tevens dienst als een sluishoofd van een keersluis. In 1977 is het bovenste gedeelte van het metselwerk vervangen door een opbouw van gewapend beton. Hiervoor werd 2,50 meter van het metselwerk vervangen.
De brug verbindt de Handelskade met de Oliemolensingel boven de Brede Haven van 's-Hertogenbosch.
Naast deze brug heeft nog een andere brug gestaan, welke bestemd was voor de tramlijn naar Sint-Oedenrode. Dit is nog te zien aan de hoek van het wachtershuisje bij de brug. Een van de hoeken van het wachthuisje is gesloopt en het huisje heeft nu een schuine zijde. Hierdoor konden de trams het huisje zonder problemen passeren.